# Gocce di Lisa
Gocce di lisa  è il quinto album di Lisa Fusco, pubblicato nel 2008. Raccoglie i brani della trasmissione Tintoria Show.

## Tracce
- Doccia (Mobilia-Piretti-Calfizzi)
- Me ne torno sull'isola (Piretti-Calfizzi)
- Bis Bis (Piretti-Calfizzi)
- Voglia (Piretti-Calfizzi-laudisio)
- Cerco Berluscone (Coppola-Calfizzi-Ferraiuolo)
- Ferlocco (Mobilia-Fusco)
- A'farfalla e Mustafà (Coppola-Fusco-Calfizzi)
- Salvator mambo (Coppola-Calfizzi)
- Ciack ciack (Fusco-De Rosa-Calfizzi)
- Bacia,bacia-mi (Fusco-Calfizzi)
- Amore strano (Coppola-Ferraiuolo-Calfizzi)
- Gocce (Fusco-Laudisio)